# 할리메데 (위성)

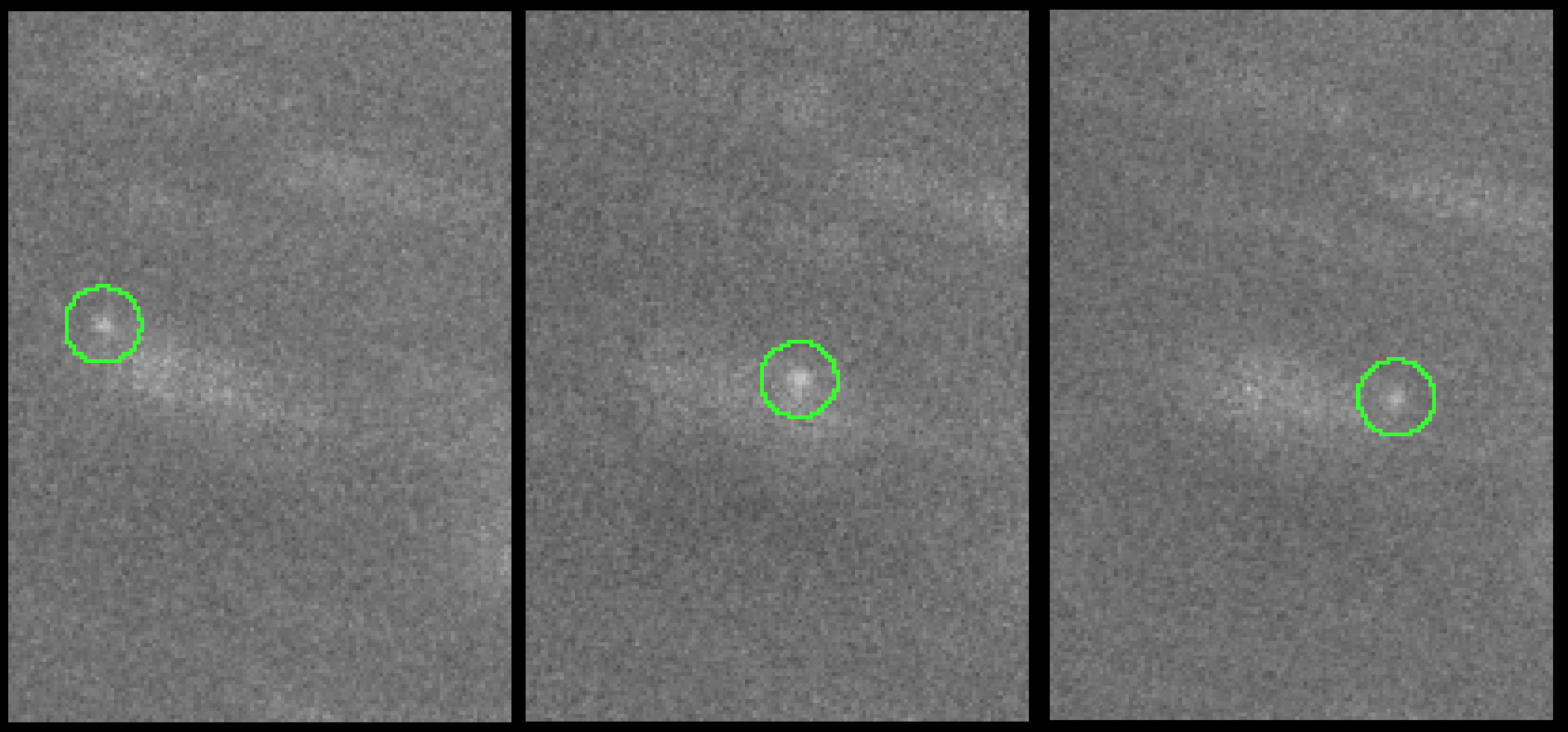

할리메데는 해왕성의 제9위성이다. 2002년에 발견되었다. 그리스 신화에 등장하는 바다의 님프 이름에 유래하여 명명되었다.
네레이드와 충돌하여 생긴걸로 보고있다.